# Делі
Де́лі (гінді दिल्ली; англ. Delhi; панджабі ਦਿੱਲੀ; урду دہلی або دلّی), офіційно Національна столична територія Делі (англ. National Capital Territory of Delhi, NCT), — місто в Індії, розташоване на півночі країни на березі річки Джамна, центр другої за населенням міської агломерації країни (після Мумбаї). Формально місто складає одну з союзних територій країни. Збудований на початку 20 століття міський район Нью-Делі в межах Делі є офіційною столицею Індії.
Делі — одне із найбільш економічно розвинених міст Індії з відносно високим рівнем життя. Наприклад, мешканці Делі володіють 17 % всіх приватних автомобілів країни, більше, ніж мешканці інших великих агломерацій Індії — Колкати, Ченнаї і Мумбаї — узятих разом. Крім того, у Делі одна з найкращих у країні систем громадського транспорту та дуже добра за індійськими стандартами інфраструктура. Зараз місто проходить період інтенсивного економічного росту, у самому місті та його передмістях, таких як Нойда і Ґурґаон, останніми роками активно розвиваються торгівля, фінанси, автомобільна промисловість, засоби масової інформації, виробництво товарів народного споживання. Делі є важливим центром країни в області телекомунікацій, фундаментальної та прикладної науки. Тут зосереджено 30 % компаній країни, що працюють в галузі інформаційних технологій.
За довгий період існування, що починається з 6 століття до н. е., Делі багато разів ставав політичним центром державних утворень імперського розміру. Розташування міста на перехресті важливих торгових шляхів Індо-Гангської рівнини принесло йому не тільки процвітання, але й міграцію багатьох народів та переселення численних завойовників. В результаті у місті склалася унікальна багатонаціональна культура, тут перемішані найрізноманітніші етнічні, мовні та релігійні групи. Чудовою ілюстрацією цього різноманіття є й архітектура міста, що поєднує у собі споруди різних епох та стилів.

## Етимологія назви
Походження назви «Делі» достеменно невідоме, щодо нього висувалося кілька гіпотез, що наведені нижче.
Найпоширенішою версією є те, що її епонімом є Дхіллу (Dhillu) або Ділу (Dilu), цар з династії Маур'їв, що збудував місто близько 50 року до н. е., назвавши своїм іменем. В такому разі інші варіанти назви міста (Діллі, Дхіллі, Делі) походять вже від його імені.
За іншою версією раджпути клану Томар, які правили містом у 8-12 століттях, називали його пракритським словом дхілі (dhili) — «хиткий», посилаючись на нібито хитку Залізну колону.
Можливо, проте, що назва Дхілі вже пізніша, а за часів раджпутського панування місто носило назву Дхілліка (Dhillika), зокрема під цією назвою місто згадувалося на збереженому написі аджмерського правителя Сомесвара Чаухана 1169 року. Хоча походження цієї назви також невідоме, її інколи пов'язують з персизованим прізвищем Дахелві (Dahelvi), що посилалося на мешканців міста.
Ще одна версія пов'язує виникнення назви міста з назвою монет, що були в обігу за часів раджпутського та раннього ісламського періоду. Ці монети карбувалися з сплаву міді та срібла та були відомі як дехлівал (dehliwal).
За іншою версією, назва міста походить від слова «поріг» або санскритом (дехалі, dehali) або перською (дехліз, dehleez), через значення міста як порогу до Гангської рівнини.

## Географія

### Розташування і фізична географія

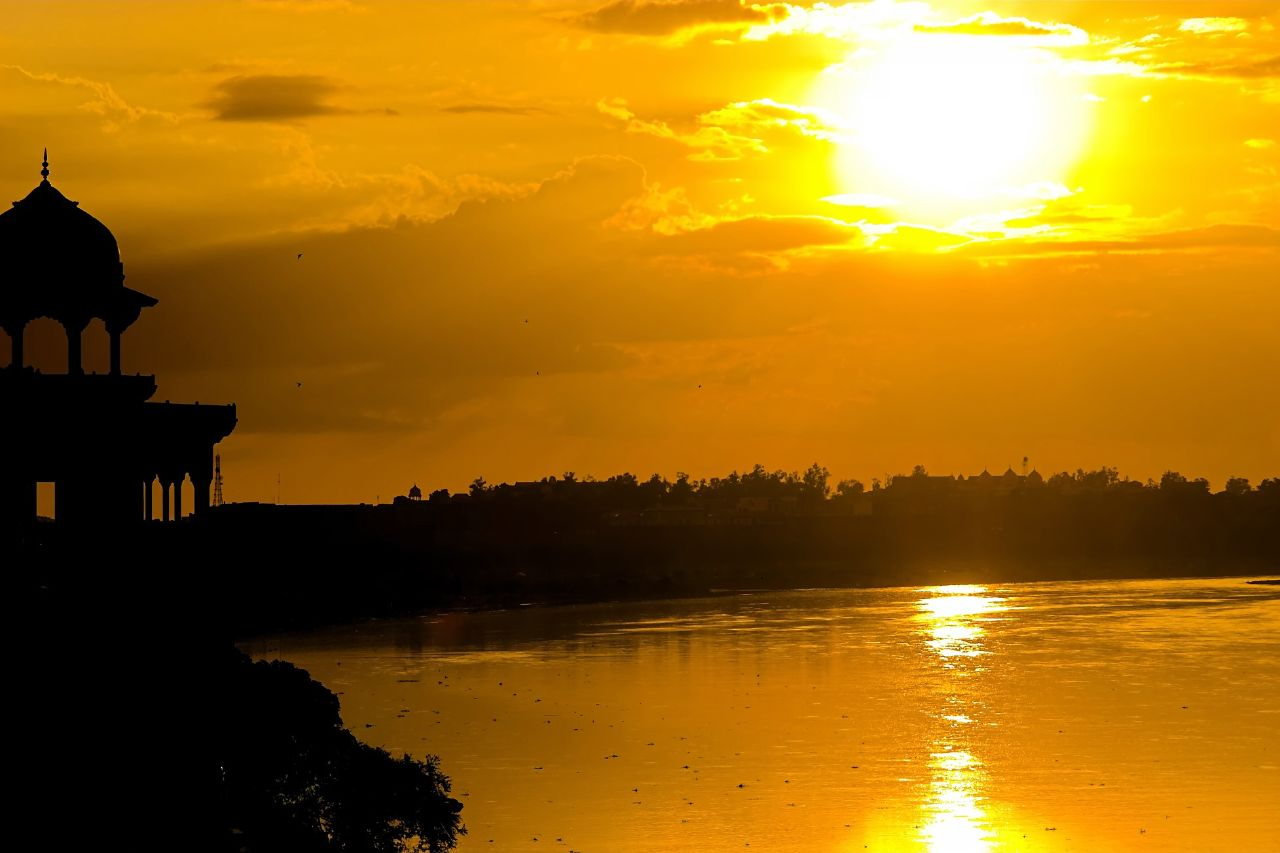
Річка Джамна біля Делі

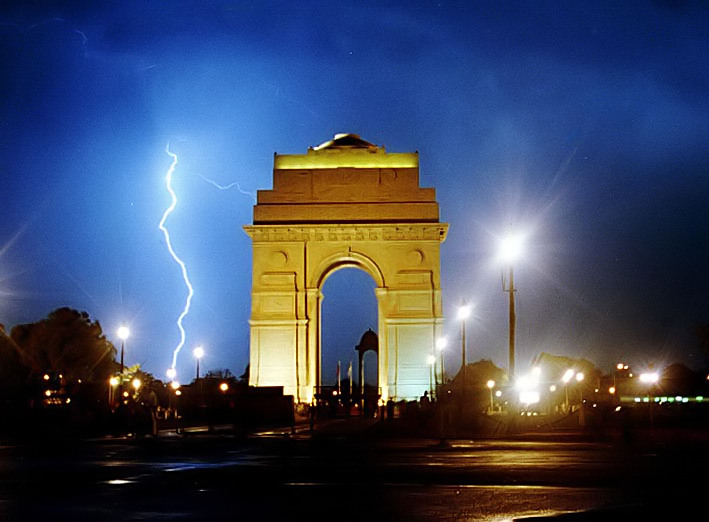
Блискавки біля Брами Індії у Нью-Делі

Національна столична територія Делі розташована у Північній Індії між штатами Уттар-Прадеш (на сході) та Хар'яна (на заході, півночі й півдні). Вона займає територію 1484 км², з яких 783 км² припадає на сільські райони, а 700 км²  на міські. Розміри території становлять 51,9 на 48,5 км.
Територія розташована в межах Індо-Гангської рівнини, проте її ландшафт досить різноманітний. Він варіює від рівнинних ділянок, зайнятих сільськогосподарськими полями, на півночі, до посушливих пагорбів на півдні. На півдні території колись існувало кілька природних озер, але вони були осушені для видобутку корисних копалин. Через місто протікає річка Джамна, що розділяє його на дві частини, з'єднані численними мостами та тунелями метро. Інша річка, Хіндон, притока Джамни, відділяє Делі від міста Ґхазіабад на сході. Алювіальні ґрунти у долині Джамни придатні для сільського господарства і дуже родючі, але на них існує ризик повеней. Серед пагорбів найбільш випинається Хребет Делі висотою до 318 м. Він є відростком хребта Араваллі й оточує місто дугою з півдня до північного заходу.
Територія Делі належить до сейсмічної зони IV за індійським зонуванням ризику землетрусів, тобто на ній існує ризик великих землетрусів, хоча такі випадки ще не траплялися.

### Клімат
Делі характеризується нетиповим вологим субтропічним кліматом, з довгим спекотним літом і короткою помірною зимою. Літо триває з квітня по жовтень, його середину займає період мусонів. У березні вітри змінюють напрямок з північно-східного до на південно-західний, через що з Раджастхану починають надходити гарячі хвилі, що несуть багато піску — так звані лу. З березня по травень погода суха та спекотна, а мусони, що приходять в червні, приводять до зменшення спеки, але збільшення вологості. Зима починається у листопаді та досягає піку у січні, що характеризується частими густими туманами. Крайні температури у місті: мінімальна −0,6 °C та максимальна 44,5 °C. Середньорічна температура 25 °C, середньомісячні температури варіюють від 13 до 32 °C. Середньорічна кількість опадів — 714 мм, більшість з яких випадає з червня по серпень.
| Клімат Делі               | Клімат Делі | Клімат Делі | Клімат Делі | Клімат Делі | Клімат Делі | Клімат Делі | Клімат Делі | Клімат Делі | Клімат Делі | Клімат Делі | Клімат Делі | Клімат Делі | Клімат Делі |
| Показник                  | Січ.        | Лют.        | Бер.        | Квіт.       | Трав.       | Черв.       | Лип.        | Серп.       | Вер.        | Жовт.       | Лист.       | Груд.       | Рік         |
| Абсолютний максимум, °C   | 29          | 32          | 37          | 42          | 50          | 52          | 43          | 42          | 38          | 37          | 35          | 32          | 52          |
| Середній максимум, °C     | 18          | 23          | 28          | 36          | 39          | 37          | 34          | 33          | 33          | 31          | 27          | 21          | 30          |
| Середній мінімум, °C      | 7           | 11          | 15          | 22          | 26          | 27          | 27          | 26          | 24          | 19          | 13          | 8           | 18,5        |
| Абсолютний мінімум, °C    | −0,6        | 0           | 6           | 12          | 16          | 21          | 21          | 20          | 20          | 13          | 7           | 2           | −0,6        |
| Норма опадів, мм          | 22          | 20          | 15          | 10          | 15          | 70          | 232         | 232         | 110         | 17          | 10          | 10          | 702         |
| ------------------------- | ----------- | ----------- | ----------- | ----------- | ----------- | ----------- | ----------- | ----------- | ----------- | ----------- | ----------- | ----------- | ----------- |
| Джерело: wunderground.com |             |             |             |             |             |             |             |             |             |             |             |             |             |

## Історія

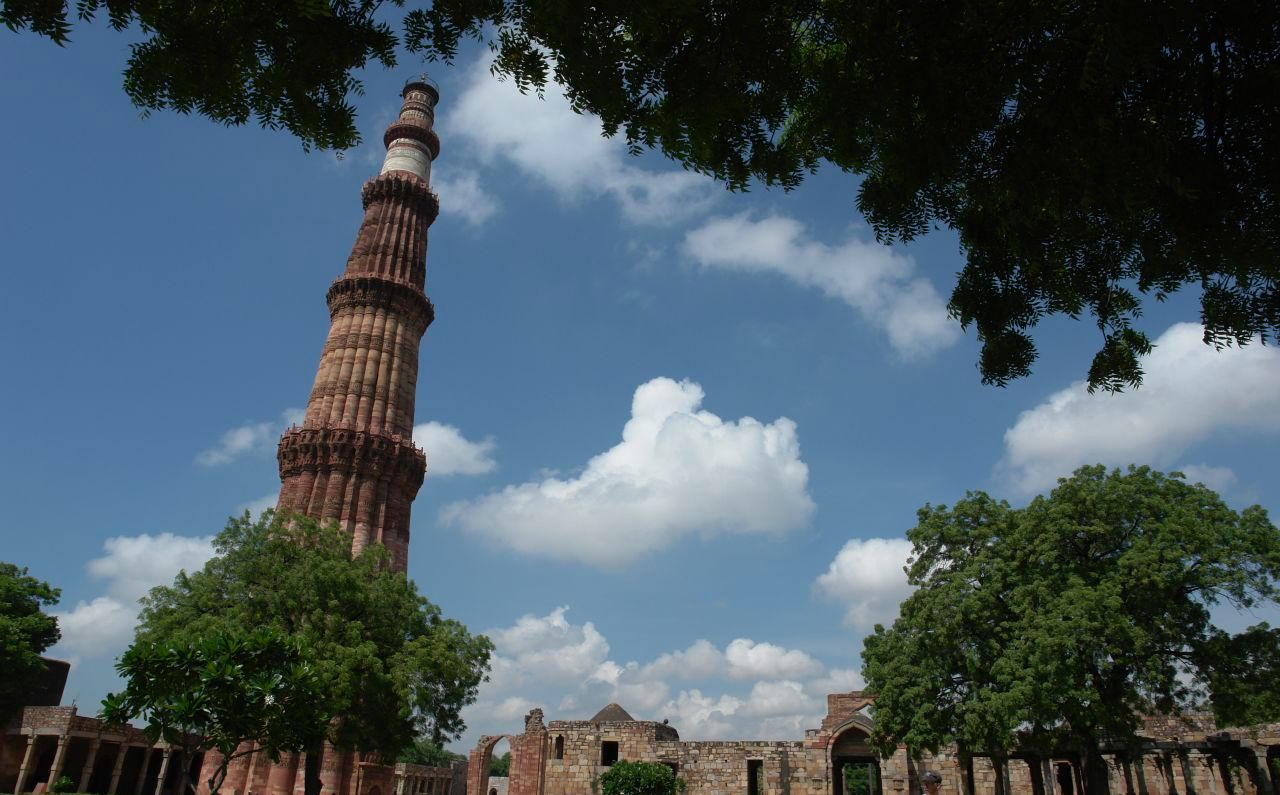
Мінарет Кутб-Мінар

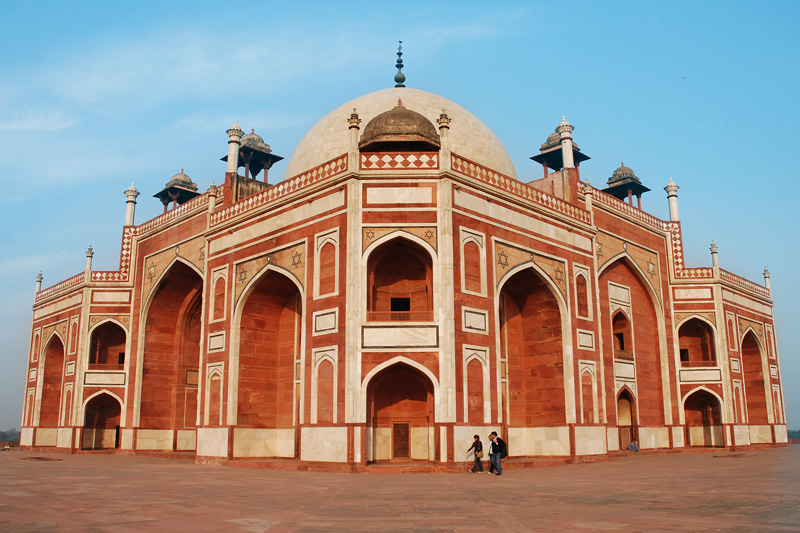
Гробниця Хумаюна, збудована у 1560, перша із серії могольських мавзолеїв.

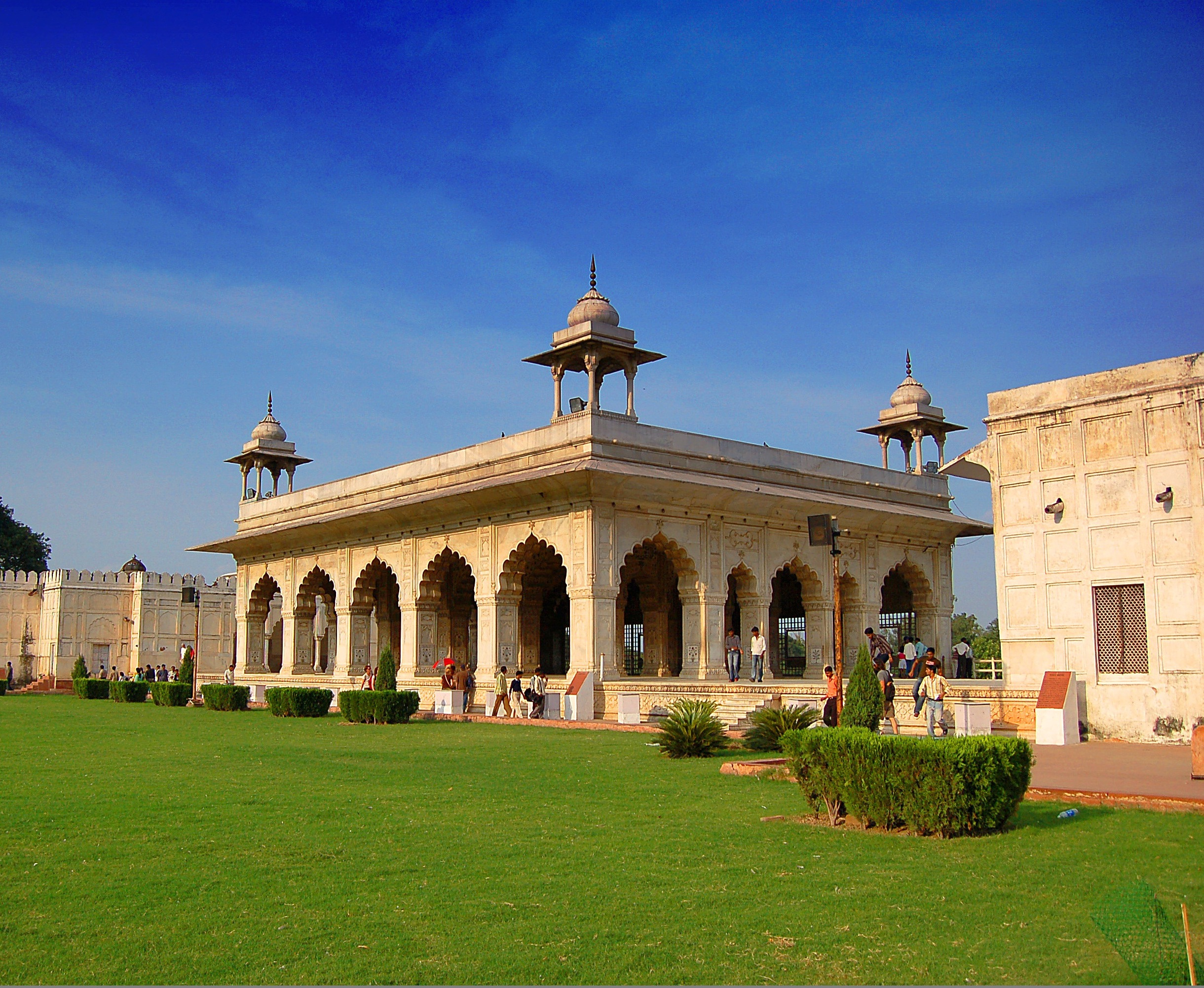
Червоний форт, з якого прем'єр-міністр Індії звертається до народу на День незалежності.

Район Делі ймовірно був заселений протягом другого тисячоліття до н. е. або навіть раніше, а постійне поселення існувало тут приблизно з VI століття до н.е. За легендою, тут була розташована Індрапрастха, столиця Пандавів, героїв давньоіндійського епосу Махабхарата.
Поселення на цій території почали рости за часів Імперії Маур'їв, близько 300 до н.е. З тих та раніших часів у Делі збереглися залишки кількох великих міських поселень. Так, у 736 раджпутами з клану Томар було засноване місто Лал-Кот. Раджпутський раджа Прітхвірадж III з іншого клану, Чаухан, правитель Аджмеру, отримав Лал-Кот у спадщину в 1180 році та перейменував його на Кіла-Рай-Пітхора. Його зусилля стримувати натиск мусульманських сил протягом довгого часу не мали успіху, й уже через 12 років, у 1192, він був розбитий силами афганців на чолі з Мухаммадом Ґхорі. В 1206 році Айбек, оголосив себе незалежним султаном і зробив Делі столицею своєї держави. Однією з перших його дій було будівництво комплексу Кутб з мінаретом Кутб-Мінар і мечеттю Кувват-аль-Іслам, найстарішою мечеттю в Індії, що збереглася до наших днів. Після падіння заснованої Айбеком Гулямської династії, протягом пізнього середньовічного періоду, влада в цьому районі часто змінювалася між різними тюркськими та афганськими династіями, такими як Хілджі, Туґлак, Сайїд і Лоді. Ними було збудовано низку фортів і міст, що складають більшість з так званих Семи міст Делі. В 1398 році на місто напав Тимур, під приводом того, що мусульманські Делійські султани занадто поблажливі до індуського населення султанату. Захопивши Делі, він повністю сплюндрував місто й залишив його у руїнах, хоча відносно швидко місто було відновлене. Протягом періоду султанату Делі залишався головним центром суфізму.
У 1526, у Першій паніпатській битві, Захіреддін Бабур розбив сили останнього султана Лоді та заснував Державу Великих Моголів, столицею якої в різні часи були Аґра, Лахор і Делі. Встановлення влади Великих Моголів зайняло, проте, деякий час. Так, у 1540 році більша частина Північної Індії була захоплена афганським султаном Шер Шахом Сурі. У 1553 році військами Хему Вікрамадітья були розбиті як афганські сили, так і сили Великих Моголів в Аґрі і Делі. Але вже у 1556 році моголи під проводом Акбара розбили Хему у Другій паніпатській битві та повернули собі владу над регіоном. Могольський імператор Шах Джахан істотно перебудував місто, назвавши нове місто на своє ім'я Шахджаханабадом; зараз збудовані ним райони відомі як «Старе Делі» або «Старе місто». Це місто з 1638 року служило столицею Імперії Великих Моголів.
Після 1680 року Моголи почали швидко втрачати владу під ударами Імперії Маратха. Після Карнальської битви Делі був захоплений силами Надер Шаха, якому вдалося винести з міста велику кількість скарбів, включаючи знаменитий Павиний трон. В 1752 році було підписано договір, за яким Моголи втратили свою незалежність, визнавши верховну владу Маратхів, але залишивши свою владу під їх контролем. В 1761 році, коли мататхи програли Третю паніпатську битву, Делі був тимчасово захоплений силами Ахмед Шаха Абдалі. У 1803 році маратхи були остаточно розгромлені у Делійській битві силами Британської Ост-Індської компанії, яка з цього часу отримала контроль над містом.
З початку 19 століття Велика Британія почала поступово зменшувати владу Компанії, і 1858 року Делі, разом з усією Індією, увійшов до складу Британської Індії та став округом у складі провінції Пенджаб. В 1911 році до Делі з Колкати була перенесена столиця Британської Індії, після чого команда британських архітекторів на чолі з Едвіном Лаченсом спроектувала новий політично-адміністративний район, що отримав назву Нью-Делі. Спроектовані цією командою адміністративні райони були прозвані Лаченсівським Делі, а місто Нью-Делі було офіційно проголошено столицею Британської Індії, а з отриманням Індією незалежності 15 серпня 1947 року — столицею Індійського Союзу.
В результаті розділу Британської Індії до міста прибули тисячі біженців, індусів і сикхів з Західного Пенджабу і Сінду, тоді як тисячі мусульман виїхали з міста до Пакистану. Міграція до Делі продовжується і зараз, забезпечуючи швидкий приріст населення, незважаючи на падіння народжуваності.
За поправкою до Конституції Індії 1991 року, Союзна територія Делі отримала назву Національної столичної території Делі та отримала виборні Законодавчі збори, хоча і з обмеженими повноваженнями.

## Адміністративний поділ
Національна столична територія Делі, загальною площею 1484 км², поділяється на три окремих «нормативних міста» або «міські корпорації», що керуються окремими органами, це: Муніципальна корпорація Делі (1397,3 км²), Муніципальний комітет Нью-Делі (42,7 км²) і Військова рада Делі (43 км²). Для статистичних цілей територія поділяється на 59 міст та 165 селищ, об'єднаних у 27 техсіл.

### Округи

Округи Делі

З 1997 року Національна столична територія Делі поділяється на 9 округів (districts), кожний з яких у свою чергу поділяється на три райони (subdistricts). Кожний округ очолює виконавчий комісар (deputy commissioner), а кожний район — магістрат району (subdivision magistrate). Нижче наведений список округів.
- Західне Делі
- Нью-Делі
- Південне Делі
- Південно-Західне Делі
- Північне Делі
- Північно-Західне Делі
- Північно-Східне Делі
- Східне Делі
- Центральне Делі

### Національний столичний регіон
З метою управління агломерацією Делі та централізованого вирішення її проблем у 1985 році було створено Національний столичний регіон (англ. National Capital Region, NCR) з єдиною керівною радою. Загальна площа агломерації 33 578 км², її населення за переписом 2001 року становило 13,7 млн мешканців, а за оцінками 2007 року — понад 17 млн. Окрім Національної столичної території Делі, Національний столичний регіон включає такі округи:
- Штат Раджастхан (7 829 км²)
  - Алвар
- Штат Уттар-Прадеш (10 853 км²)
  - Баґхпат
  - Буландшахр
  - Ґаутам-Будх-Наґар
  - Ґхазіабад
  - Мірут
- Штат Хар'яна (13 413 км²)
  - Ґурґаон
  - Джхадджар
  - Паніпат
  - Реварі
  - Рохтак
  - Сонепат
  - Фаридабад

Найбільшими містами NCR є Ґурґаон, Фаридабад, Нойда і Ґхазіабад.

## Адміністрація

### Устрій

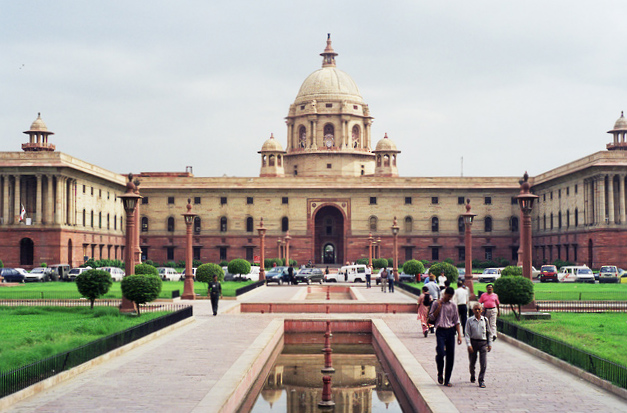
Північний квартал збудований у 1931 році — місце розташування головних міністерств Союзного уряду.

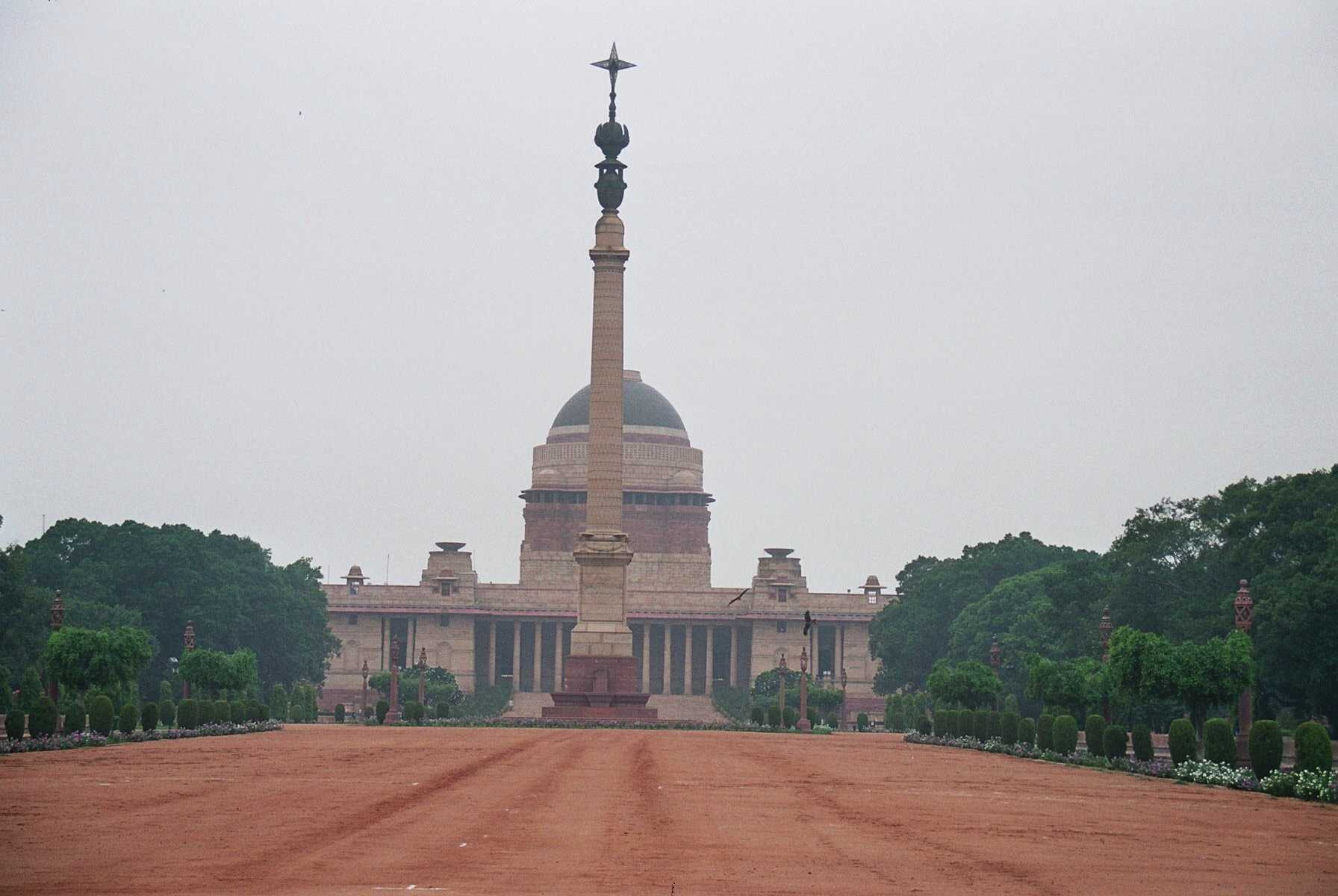
Раштрапаті-Бхаван — офіційна резиденція Президента Індії.

Національна столична територія Делі має особливий статус серед штатів і територій Індії, керування цією територією здійснюється спільно Союзним урядом та урядом Делі, а певні адміністративні питання знаходяться у підпорядкуванні міських корпорацій.
Органи законодавчої влади Національної столичної території складаються з лейтенант-губернатора (Lt. Governor) та Законодавчих зборів (Delhi Legislative Assembly), до 1991 року частину їх функцій виконувала Міська рада (Metropolitan Council). Виконавча влада складається з Ради міністрів (Cabinet of Ministers), очолюваної головним міністром. Законодавчі збори мають 70 членів, що обираються прямим голосуванням. Цей орган не діяв з 1956 по 1993 роки, а його функції протягом цього часу виконував Союзний уряд. Уряд Національної столичної території Делі та Уряд Індії розташовані у Нью-Делі.
У верхній палаті індійського парламенту, Радж'я Сабха, Національна столична територія представлена 3 членами, у нижній, Лок Сабха, — 7 членами.
Судовим органом, що має юрисдикцію над територією, є Високий суд Делі. Разом з ним працюють суди нижчої інстанції: Суд дрібних справ для громадських питань і Сесійний суд для кримінальних.
Поліція Делі знаходиться під прямим контролем Союзного уряду. Її очолює поліцейський комісар Делі, територіально вона поділяється на 10 округів, що у свою чергу складаються з 95 поліцейських дільниць.

### Політика
Делі вважається осередком Індійського національного конгресу, який найчастіше здобуває перемоги на виборах. Однак у 1999 році на федеральних виборах у Лок Сабху перемогла Бхаратія Джаната Парті, отримавши всі сім місць. У 2004 році Індійський національний конгрес зміг повернути симпатії виборців завдяки вмілому керівництву Шейли Дикшит, головного міністра Делі з 1998 року, отримавши 6 з семи місць.

## Демографія

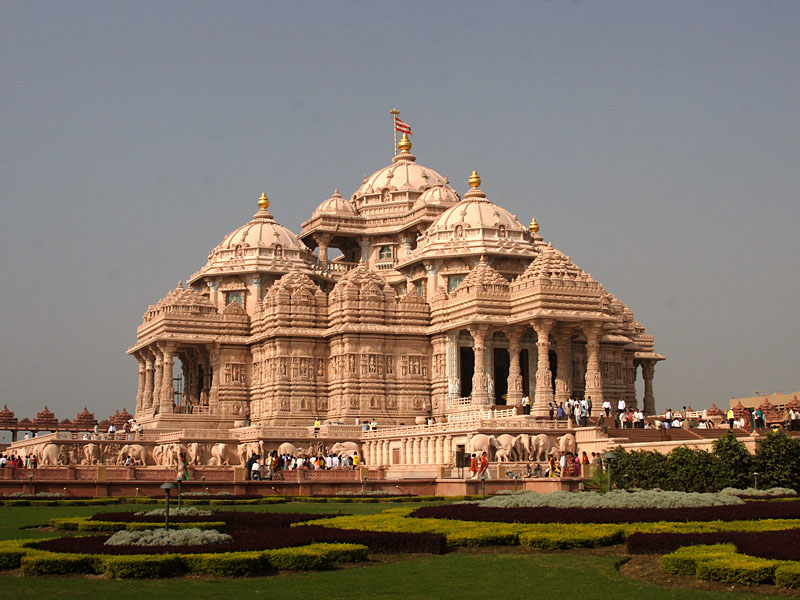
Акшардхам — найбільший індуїстський храм у світі.

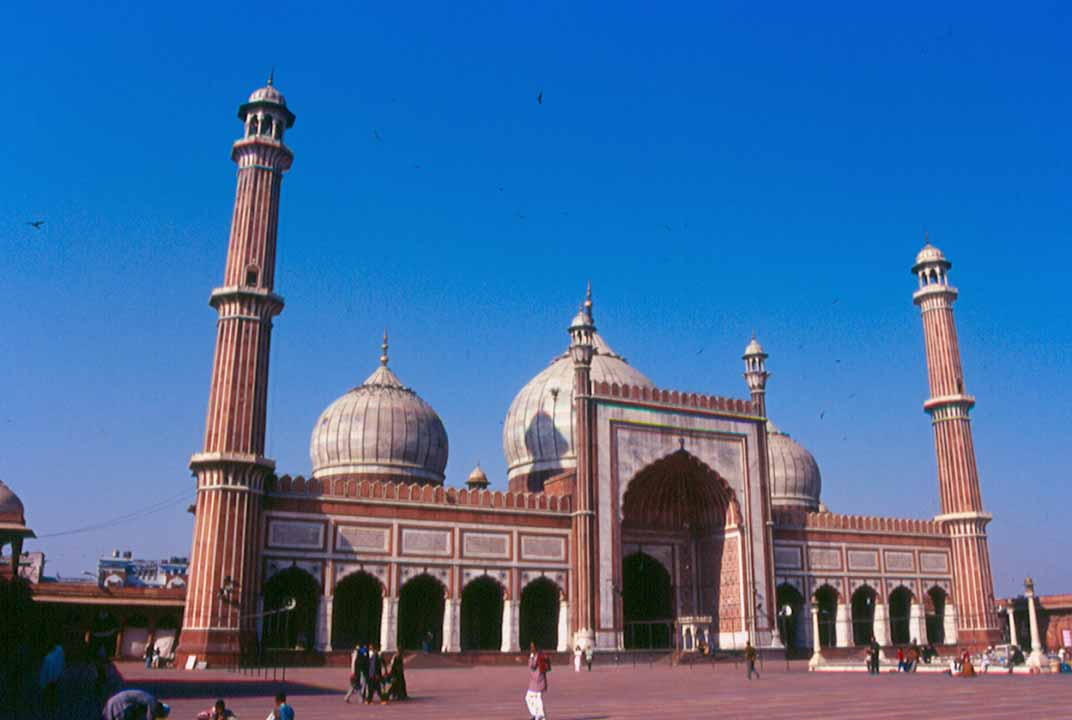
Мечеть Джама-Масджид, найбільша мечеть в Індії.

Делі — космополітичне місто, у якому представлено багато різних етнічних груп та культур. Через своє значення політичного та економічного центра Північної Індії, місто привертає робітників промислових підприємств та офісних робітників зі всієї Індії, підтримуючи культурне різноманіття міста. Через столичні функції та діяльність численних іноземних компаній, у Делі також мешкає істотне число громадян інших країн.
Згідно з переписом населення 2001 року, населення Делі, на той рік, становило 13 782 976 осіб. Середня густота населення становила 9 294 осіб на км², а співвідношення статей — 821 жінок на 1000 чоловіків. Рівень грамотності становив 81,82 %. За оцінками, до 2004 року населення міста зросло до 15 279 000. На цей рік народжуваність склала 20,03 осіб на 1000 населення, пост-дитяча смертність і дитяча смертність — 5,59 і 13,08 на 1000 осіб, відповідно. Станом на 2007 рік, населення агломерації Делі, за оцінками, досягло вже 21,5 млн осіб, що робить її другою за населенням агломерацією Індії після Мумбаї. У 2001 році населення Делі зросло на 285 тис. в результаті міграції та на 215 тис. в результаті природного приросту населення, що робить темпи приросту населення Делі одними з найбільших серед всіх міст світу. Очікується, що до 2015 року Делі стане третьою за населенням агломерацією у світі, після Токіо і Мумбаї. На території Делі розташований район Дварка, найбільший житловий район у світі, збудований за централізованим планом.
За оцінкою 1999—2000 років, кількість мешканців Делі, що жили за межею бідности (яка визначалась на той час у 11 доларів на людину в місяць) становила 1,15 млн або 8,23 % населення, порівняно з 27,5 % в Індії загалом.
Найпоширенішою релігією в Делі є індуїзм, її послідовники становлять 82 % населення міста. Також тут існують великі групи мусульман (11,7 %), сикхів (4,0 %), джайнів (1,1 %) і християн (0,9 %). Характерними релігійно-етнічними меншинами міста є парси, англо-індійці, буддисти і євреї.
Найпоширенішою розмовною мовою в Делі є хіндустані (тобто хінді і урду), визначальною письмовою мовою — англійська. У місті також представлені всі великі лінгвістичні групи країни, якими розмовляють окремі спільноти міста. За переписом населення 2001 року, тут розмовляють на хінді (81 %), панджабі (7,1 %), урду (6,3 %), бенгалі (1,5 %), таміл (0,67 %), малаялам (0,66 %), майтхілі (0,62 %), ґуджараті (0,33 %), сіндхі (0,31 %), орія (0,21 %), телуґу (0,20 %). Індійські переписи, однак, часто критикують за те, що вони надають перевагу хінді та не включають ряд, визнаних лінгвістами, індійських мов. Зокрема, велике поширення мають такі, не визнані переписом, мови або діалекти: хар'янві, бходжпурі, біхарі, раджастхані (приблизно у порядку зменшення числа носіїв).

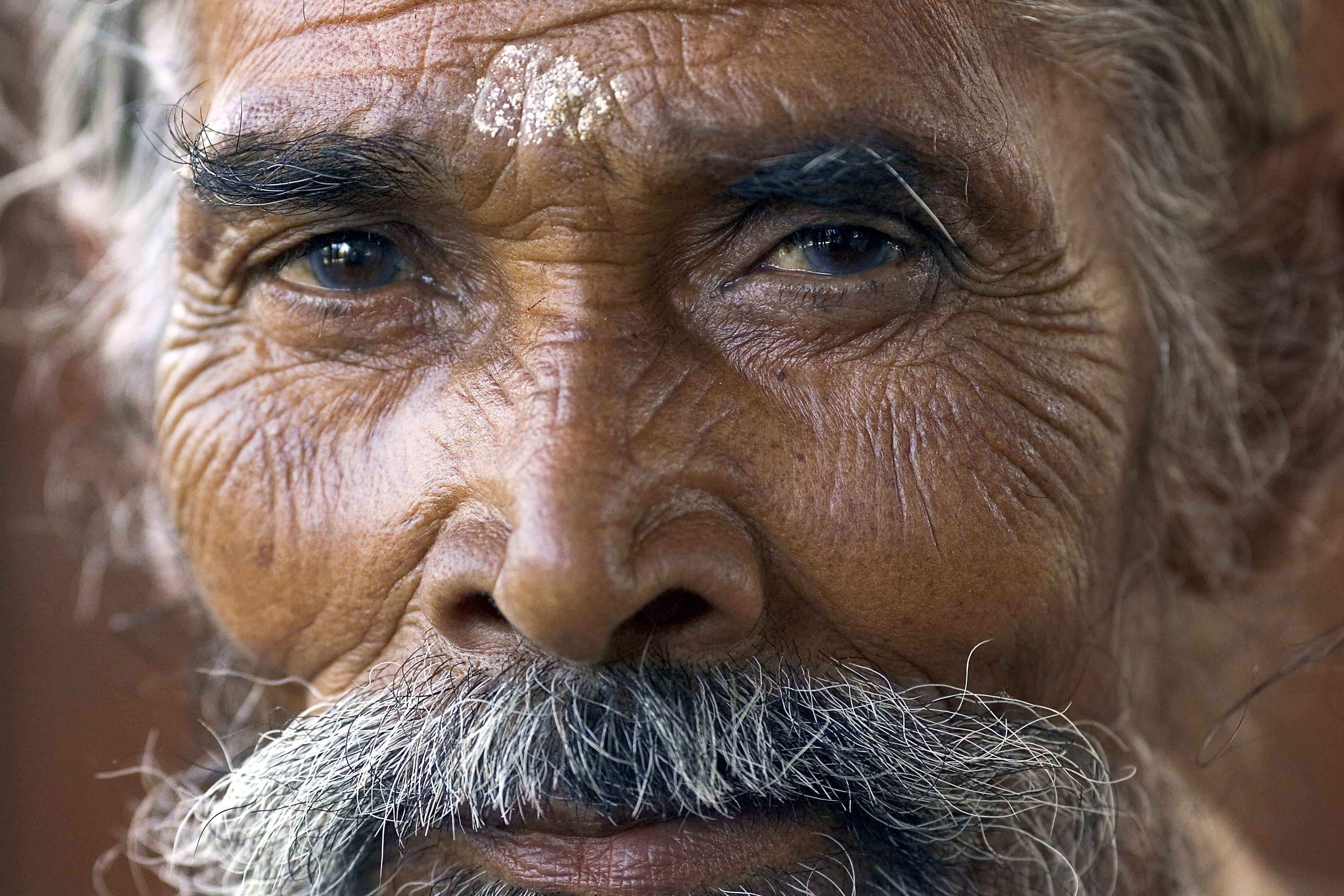
Портрет чоловіка — аборигена міста

За 60 років з моменту отримання Індією незалежності населення агломерації Делі зросло приблизно в 10 разів, з 2 млн до 20 млн мешканців. Головною причиною міграції був пошук роботи, у більшій мірі наявної в Делі, ніж в сільській місцевості. Цей стрімкий ріст привів до численних проблем, пов'язаних з перенаселенням. Найпомітнішою з них є виникнення міських нетрів — неконтрольовано забудованої злиденними халабудами території, де відсутні майже будь-які санітарні зручності та комунікації, не витримані жодні правила безпеки. Станом на кінець 2000-них років у 1500 районах-нетрях Делі мешкало понад 4 млн людей. Умови в цих районах загалом жахливі, так, густота населення становить в середньому 300 тис. осіб на км², при цьому тут існує приблизно 1 артезіанський колодязь на 125 родин або 750—1000 мешканців. Туалети наявні не у всіх нетрях, але середня їх кількість там, де вони є, становить 1 туалет на 27 родин. Велика частка населення безробітна, а зарплати зазвичай становлять менше ніж 1500 рупій (30 доларів США) на місяць. Незважаючи на зусилля уряду, найближчим часом вирішення проблеми не очікується.
Незважаючи на найбільшу кількість службовців поліції на душу населення, Делі вже протягом тривалого часу характеризується найбільшим рівнем злочинності серед всіх 35 міст країни з населенням понад 1 млн мешканців. Так, число зареєстрованих злочинів у місті становило 385,8 на рік на 100 тис. населення станом на 2002 рік, у порівнянні з 172,3 у середньому по країні, близькі дані були отримані й 2005 року. Також у місті було зареєстровано найбільший в країні рівень злочинності серед жінок (27,6 у порівнянні з середнім по країні рівнем 14,1 на 100 тис. мешканців на рік) та серед дітей (6,5 у порівнянні з середнім по країні рівнем 1,4 на 100 тис. мешканців на рік). Число зґвалтувань станом на 2006 рік у Делі склало 31,2 % від загального числа зґвалтувань у 35 найбільших містах країни разом, що здійснювалися у переважній більшості випадків сусідами постраждалих.

## Економіка

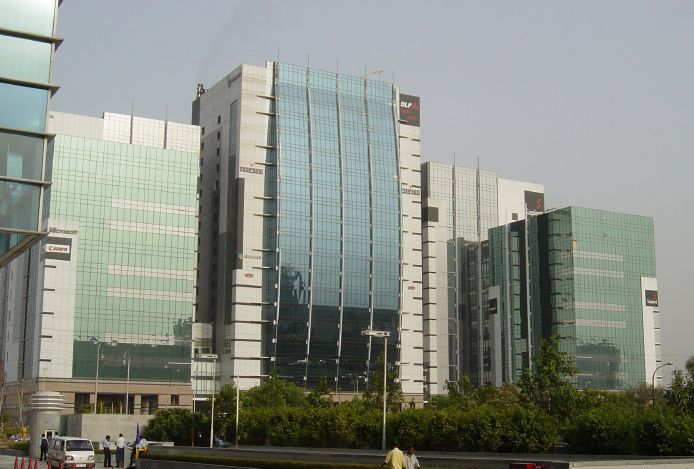
Ґурґаон, важливий фінансово-промисловий центр Національного столичного регіону.

Делі є найважливішим діловим центром Північної Індії із номінальним валовим внутрішнім продуктом станом на 2007 рік у 1182 млрд. рупій (24,5 млрд. доларів) або у 3364 млрд рупій за ПКС (69,8 млрд доларів). Доход на душу населення у 2007 році склав 66 728 рупій (1450 доларів) за цінами того часу, що робить Делі третім в Індії за цим показником після Чандіґарха і Ґоа. Сфера послуг забезпечує 70,95 % валового внутрішнього продукту Делі, за нею йде промисловість та будівництво (25,2 %) і добувна промисловість та сільське господарство (3,85 %). Робоча сила Делі становить 32,82 % населення та з 1991 по 2001 роки збільшилася в абсолютному розмірі на 52,52 %. З робочої сили 620 тис. зайнято у державному секторі. Рівень безробіття у Делі станом на 2003 рік становив 4,63 % та знизився з 1999—2000 років, коли він становив 12,57 %. Станом на грудень 2004 року, на різноманітних програмах допомоги було зареєстровано 636 тис. безробітних.
Головними галузями економіки міста є інформаційні технології, телекомунікації, фінанси, туризм, засоби масової інформації. Виробнича промисловість Делі також значна і продовжує швидко розвиватися, вона включає перш за все виробництво товарів народного споживання. Великий внутрішній ринок Делі та наявність кваліфікованої робочої сили активно привертають іноземні інвестиції до цього сектора. У 2001 році у секторі виробництва було зайнято 1,44 млн працівників, а число виробничих одиниць досягало 129 тис. Будівництво, енергетика, комунальні послуги, охорона здоров'я, продаж житла та інші послуги, спрямовані на місцеве населення, також складають значну частину економіки міста. Крім того, сектор роздрібної торгівлі Делі демонструє одні з найбільших темпів росту в країні. В результаті, ціни на землю у зручних місцях швидко ростуть, а ціни на офісні і торгові приміщення досягли понад 1500 доларів за м², що ставить Делі на 7 місце у світі. Як і у решті Індії, швидкий розвиток організованої роздрібної торговлі витісняє традиційні неорганізовані торговельні ділянки.

## Комунальні послуги і зв'язок

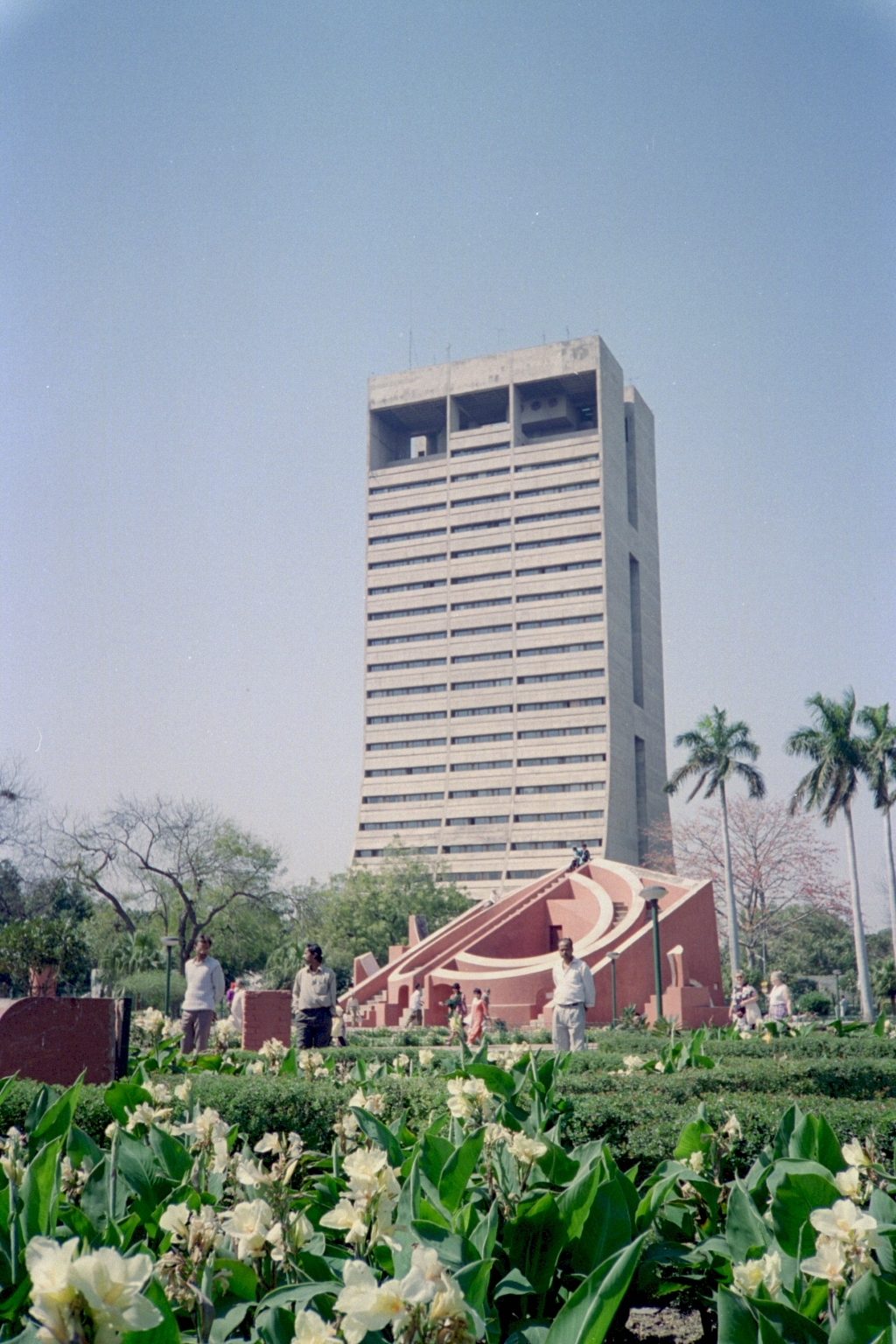
Головний офіс Муніципальної корпорації Нью-Делі (NDMC). На передньому плані Джантар-Мантар.

Постачання води в Делі регулюється Водною радою Делі (Delhi Jal Board, DJB). Станом на 2006 року, постачання становило 2,47 млрд л води на день, тоді як потреби міста у воді на той час оцінювалися у 3,66 млрд л/день. Найбільшим джерелом води є водосховище греблі Бхакра на річці Сатледж, що постачає 900 млн л/день, за ним слідують річки Джамна і Ганг (через Гангський канал). Однак, ресурси Джамни та каналів, що постачають місто водою, обмежені договорами між штатами, що мають метою забезпечення постійного стоку та рівномірне використання води. В результаті у багатьох районах міста постачання води дуже ненадійне, особливо влітку, під час сухого сезону. Навіть більшою проблемою є те, що лише 54 % населення міста мають доступ до джерел водопровідної води. Потреби цих людей забезпечується приватними та публічними артезіанськими колодязями. Однак значний відбір ґрунтових вод приводить до швидкого зниження їх рівня (приблизно 30 см на рік), і в результаті загрожує нестачею колодязної води та приводить до зниження її якості.
Щодня в Делі збирається 8000 тонн сухих відходів, що переважно вивозяться на три муніципальних звалища. Побутові каналізаційні стоки у Делі становлять 1,76 млрд л/день, а промислові стоки — 266 млн л/день. Значна частина цих стоків зливається у Джамну без очищення.
Споживання електроенергії містом на душу населення становить близько 1265 кВт-год на рік, але дійсні потреби набагато більші. З 1997 року контролем постачання електроенергії займається Делійська електроенергетична рада (Delhi Vidyut Board, DVB). Сама DVB не має достатніх генеруючих потужностей для забезпечення міста і тому отримує частину енергії від енергосистеми Північної Індії. Однак, через віддаленість електростанцій і часті аварії на лініях, у Делі часто трапляються відключення електроенергії, особливо улітку, коли потреби в енергії максимальні. Кілька великих промислових підприємств міста мають власні генеруючі потужності, що дозволяють їм не залежати від ненадійних міських мереж. Останніми роками частина ринку постачання електроенергії була передана приватним компаніям, зараз на цьому ринку працюють компанії Tata Power і Reliance Infrastructure.
Пожежна служба Делі має 43 пожежних станції та обслуговує близько 15 тис. дзвінків про пожежі або прохань про іншу допомогу на рік.
Телефонний зв'язок, фіксований та стільниковий, забезпечується державною компанією Mahanagar Telephone Nigam Limited (MTNL) та кількома приватними компаніями, такими як Vodafone Essar, Airtel, Idea cellular, Reliance Communications і Tata Teleservices. Найбільший провайдер стільникового зв'язку, Airtel, станом на травень 2008 року мав близько 4 млн передплатників. Покриття стільниковою мережею міста добре та включає як стандарт GSM, так і CDMA (компанії Reliance і Tata). Доступний широкосмуговий Інтернет також існує в більшості районів міста та продовжує розвиватися.

## Транспорт

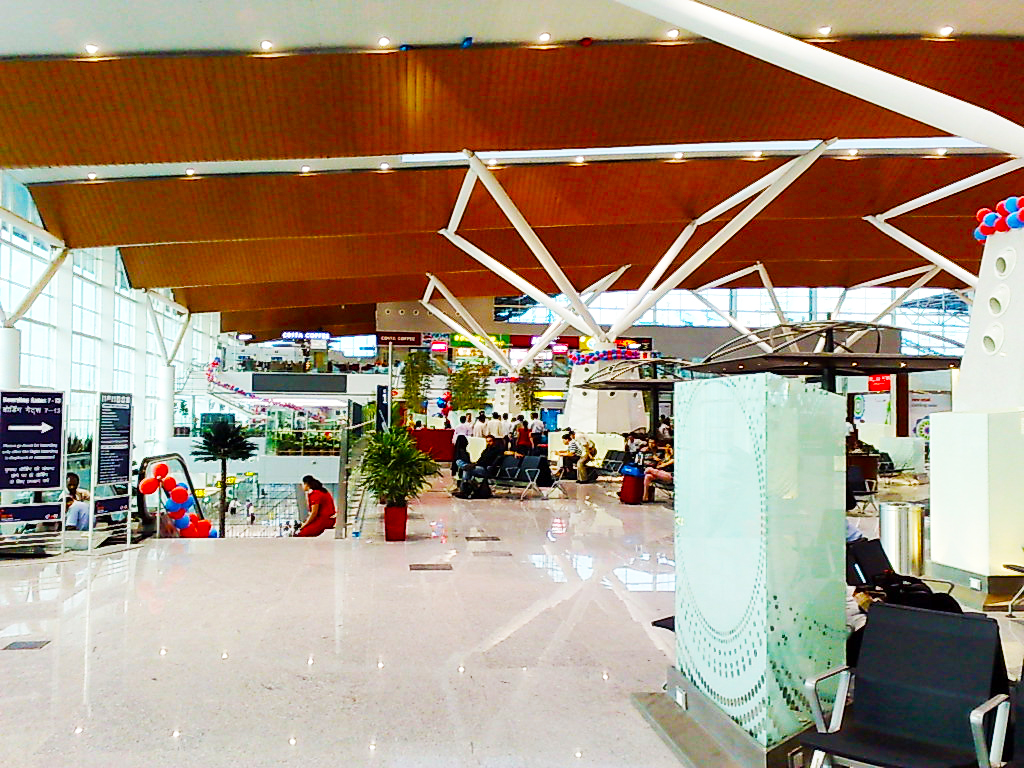
Термінал 1D Міжнародного аеропорту Індіри Ґанді, одного з найбільших аеропортів Південної Азії.

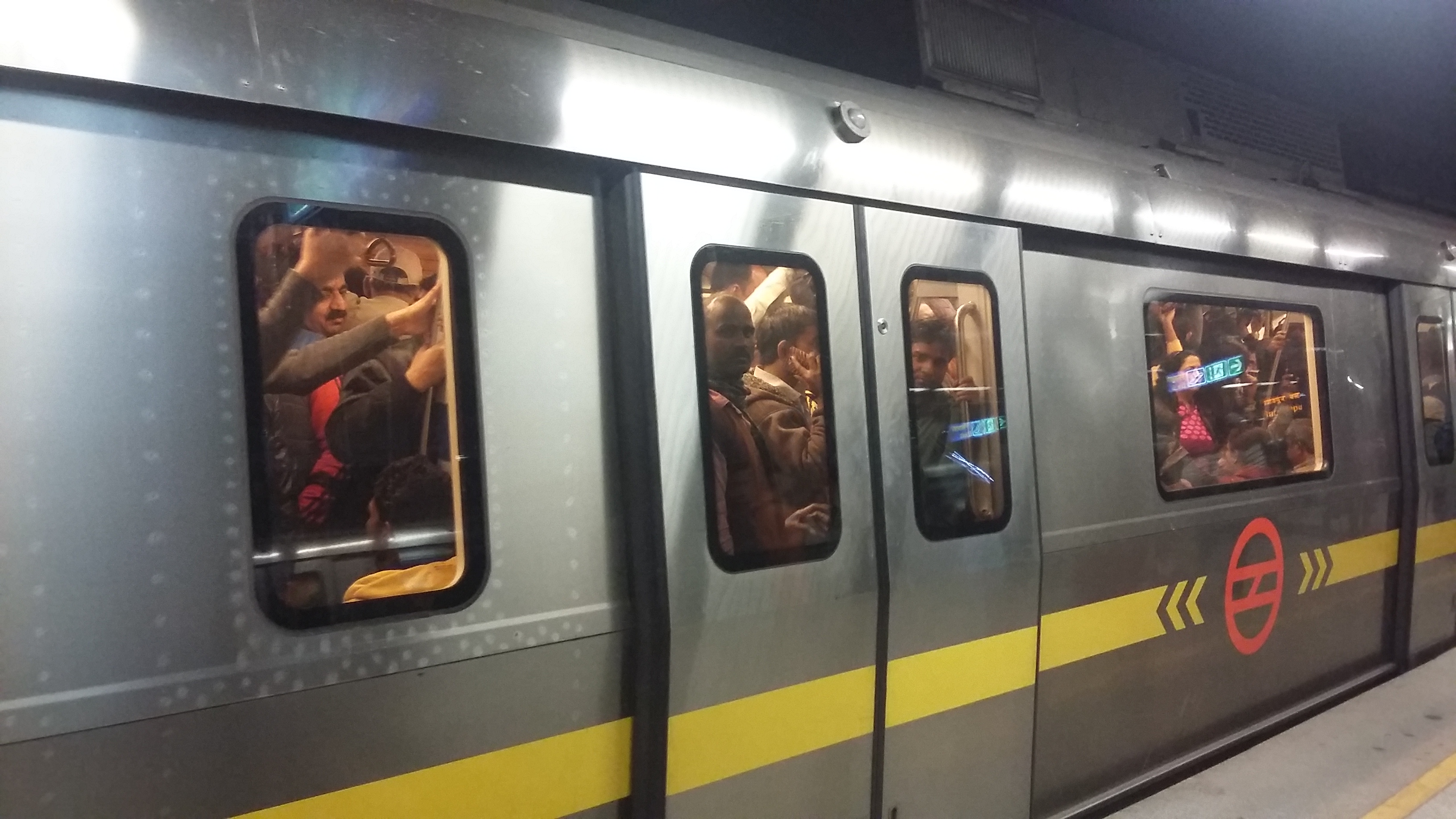
Поїзд Делійського метро, що перевозить 900 тис. пасажирів на добу та працює з прибутком.

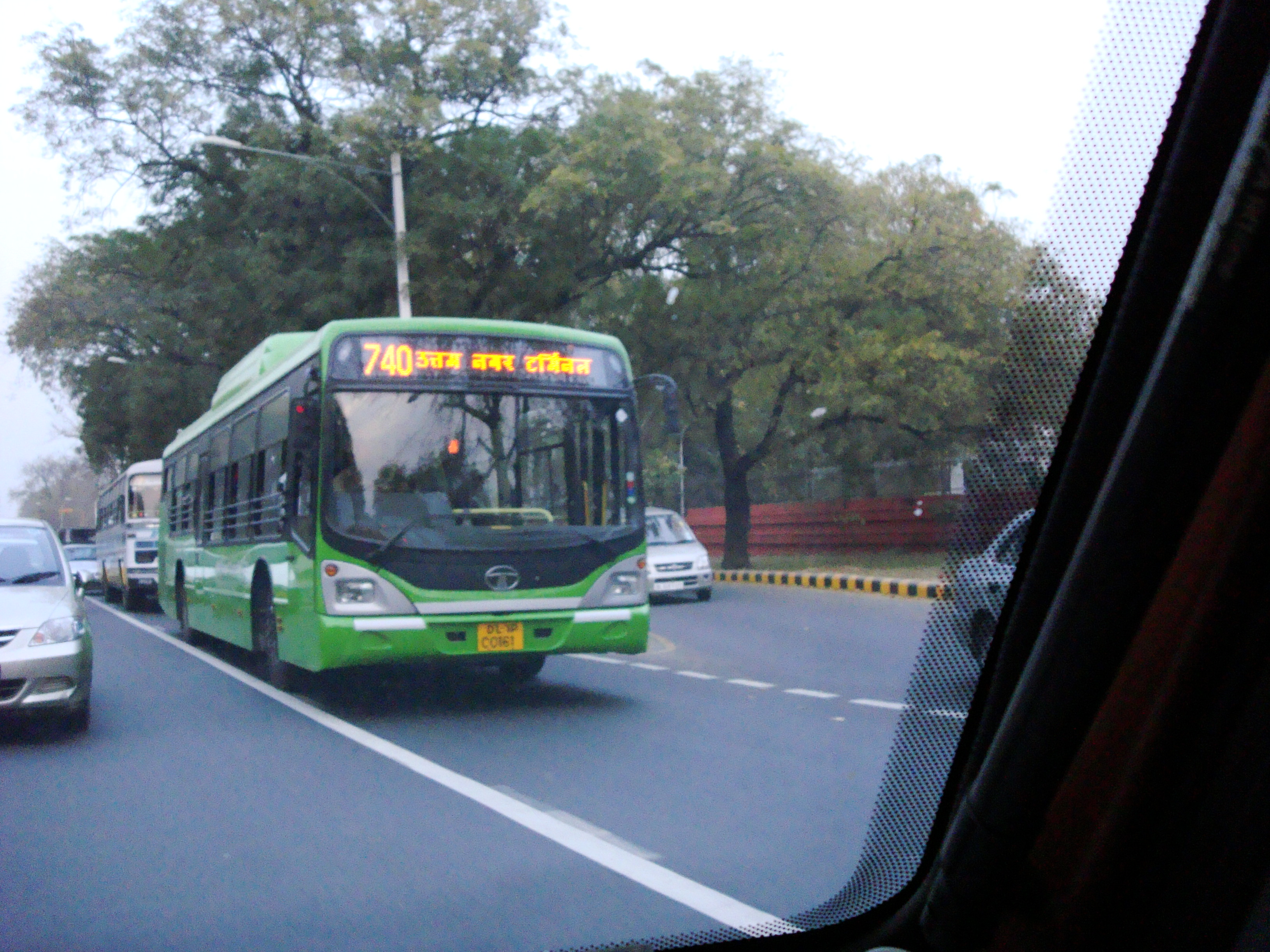
Автобус DTC, що має найбільший у світі парк автобусів на стиснутому природному газі.

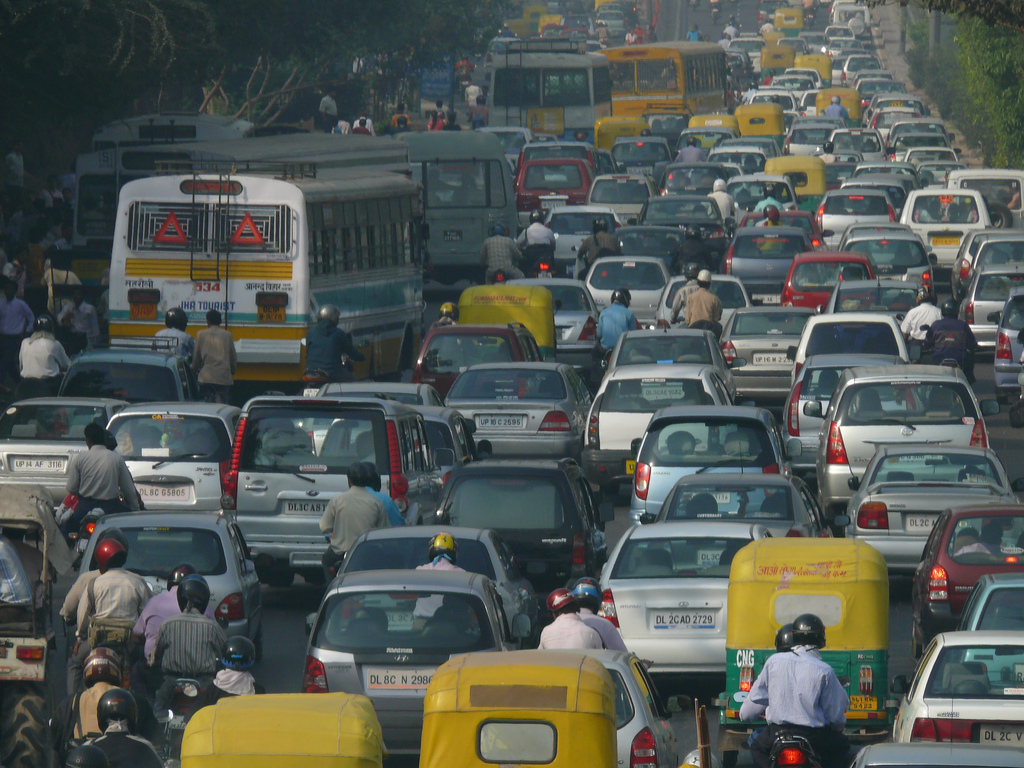
Дорожній затор у Делі

Важливою складовою громадського транспорту Делі складають автобуси, які забезпечують близько 60 % всіх перевезень. Державна Транспортна корпорація Делі (DTC) є найбільшим у місті оператором автобусної мережі. Всі автобуси цієї мережі працюють на стиснутому природному газі, що робить Делі містом з найбільшим числом автобусів на такому паливі. Крім звичайних, у Делі існують й лінії швидкісних автобусів, що працюють на дорогах, на яких автобуси користуються пріоритетом руху.
З 2002 року в Делі також працює Делійське метро, система метро міста. Воно обслуговує не лише багато частин Делі, але й деякі інші райони Національного столичного регіону, зокрема Нойду. Станом на 2009 рік, метро складалося з трьох ліній, загальною довжиною 90 км, та 78 станцій. Лінія 1 простягнулася між місцевостями Рітхала і Ділшад-Ґарден, Лінія 2 проходить між Джаханґірпурі та Будівлею Секретаріату в центрі Нью-Делі, а Лінія 3 — між сектором 9 Дварки та центром міста Нойда. Ще кілька ліній, так звана Фаза II, на той час знаходилися у стані будівництва, вони плануються до відкриття у 2010 році. Повна довжина нових ділянок має скласти 128 км. Вартість будівництва Фази I склала 2,3 млрд доларів США, а Фази II очікується на рівні ще 4,3 млрд. Фази III і IV зараз знаходяться на стадії проектування та мають бути завершені до 2015 та 2020 років, відповідно, що створить мережу метро загальною довжиною 413,8 км.
Таксі, якими володіє Індійське міністерство туризму та численні приватні власники, легкодоступні у місті. В 2000-них роках до них долучилися, так звані, радіо-таксі, вони найдорожчі та коштують 15 рупій за кілометр. Однак набагато більшу популярність у місті зберігають авторикші, що коштують менше та маневреніші в умовах щільного руху. Більшість з них жовто-зелені та, як і автобуси, працюють на стиснутому природному газі. В багатьох районах міста обладнані зупинки для таксі та авторикш, де легко спіймати машину. Радіо-таксі можна замовити на будь-яку адресу телефоном.
Делі є важливим вузлом на мапі залізниць Індії, крім того, тут знаходиться штаб-квартира Північних залізниць. У місті розташовано п'ять вокзалів: Нью-Делі, Олд-Делі, Хазрат-Нізамуддін, Ананд-Віхар і Сарай-Рохілла, які є важливими центрами зв'язку міста з іншими штатами країни. Також місто зв'язано з передмістями великим числом приміських поїздів, якими щоденно користується багато мешканців столичного регіону. Через залізниці також проходить істотна частина вантажних перевезень міста.
Головним аеропортом Делі є Міжнародний аеропорт Індіри Ґанді (DEL), розташований на заході міста, який приймає всі регулярні внутрішні та міжнародні рейси до міста. В 2006—2007 роках пасажиропотік через нього досяг рекордного значення — у 23 млн пасажирів на рік, що робить аеропорт одним з найбільших в Південній Азії. Зараз в аеропорті будується термінал «3» загальною вартістю майже 2 млрд доларів, що має відкритися у 2010 році та зможе обслуговувати ще 34 млн пасажирів на рік. Подальше заплановане розширення аеропорту має до 2020 року збільшити його пропускну здатність до понад 100 млн пасажирів на рік. У місті також є й інший аеропорт, Сафдарджанґ, що використовується для некомерційних рейсів. У Великій Нойді також планується збудувати новий аеропорт, що має відкритися до Гран-прі Індії 2011 року.
Приватні автомобілі забезпечують близько 30 % пасажирських перевезень міста.
Щільність автодоріг у Делі становить 1922 км на 100 км², що є однією з найбільших в країні, також місто поєднано з іншими містами країни численними автодорогами. З головними передмістями Делі сполучають три швидкісні безсвітлофорні дороги, а ще три зараз (станом на 2010 рік) будуються. Швидкісне шосе Делі-Ґурґаон сполучає Делі з Ґурґаоном та міжнародним аеропортом, а шосе DND Flyway і Нойда-Велика Нойда — з Нойдою та Великою Нойдою, відповідно. Крім них, з Делі виходять п'ять Національних автодоріг: NH 1, 2, 8, 10 і 24. Дороги у місті обслуговують Муніципальна корпорація Делі, корпорації Нью-Делі й Військового містечка, Департамент суспільних робіт і Адміністрація розвитку Делі.
Хоча інфраструктура Делі відносно добра у порівнянні з іншими містами Індії, висока швидкість росту населення та значний економічний ріст міста приводять до значного тиску на його транспортну інфраструктуру (мережу). Станом на 2008 рік, кількість транспортних засобів всіх типів у Національному столичному регіоні становила 11,2 млн. З них було близько 1,6 млн автомобілів (1,15 млн в 2004 році), або 85 автомобілів на 1000 мешканців. Дорожна мережа міста непристосована до такої кількості автомобілів, що приводить до постійних заторів. Один із розв'язків — будівництво швидкісних безсвітлофорних естакад, досить популярних в новіших і багатіших районах міста, зокрема Південному Делі
.
Крім високої вартості та псування зовнішнього вигляду міста, це підхід часто критикують за тимчасовість та ймовірну нездатність забезпечувати рух зростаючої кількості автомобілів протягом тривалого часу. Одним з очевидних розв'язків проблеми міг би стати громадський транспорт, який також швидко розвивається. Так, у 2004 році кількість автобусів досягла 53 тис., а довжина ліній метро міста  — близько 200 км. Це, однак, часто вважається недостатнім, особливо в умовах дорожніх заторів, у яких автобуси стають марними, а без них не заповнюється й метро. Для розв'язку цієї проблеми уряд намагається розвивати систему швидкісних автобусів та вводить інші нові види транспорту.
В 1998 році Верховний суд Індії постановив всім публічним транспортним засобам Делі перейти на стиснутий природний газ на заміну традиційному бензину або дизельному паливу, що дозволило дещо покращити якість повітря у місті.

## Культура

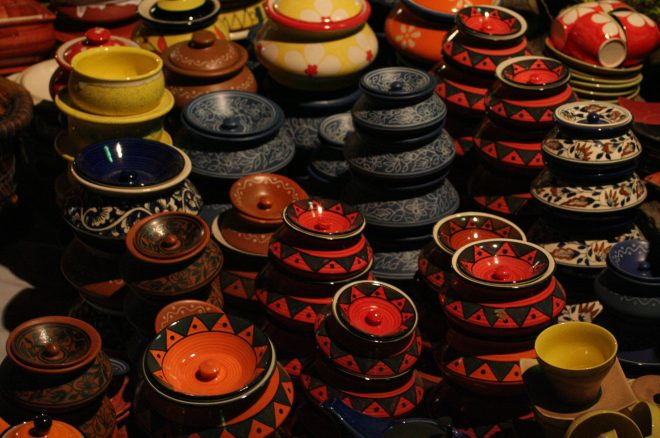
Традиційна кераміка на ринку Діллі-Хаат

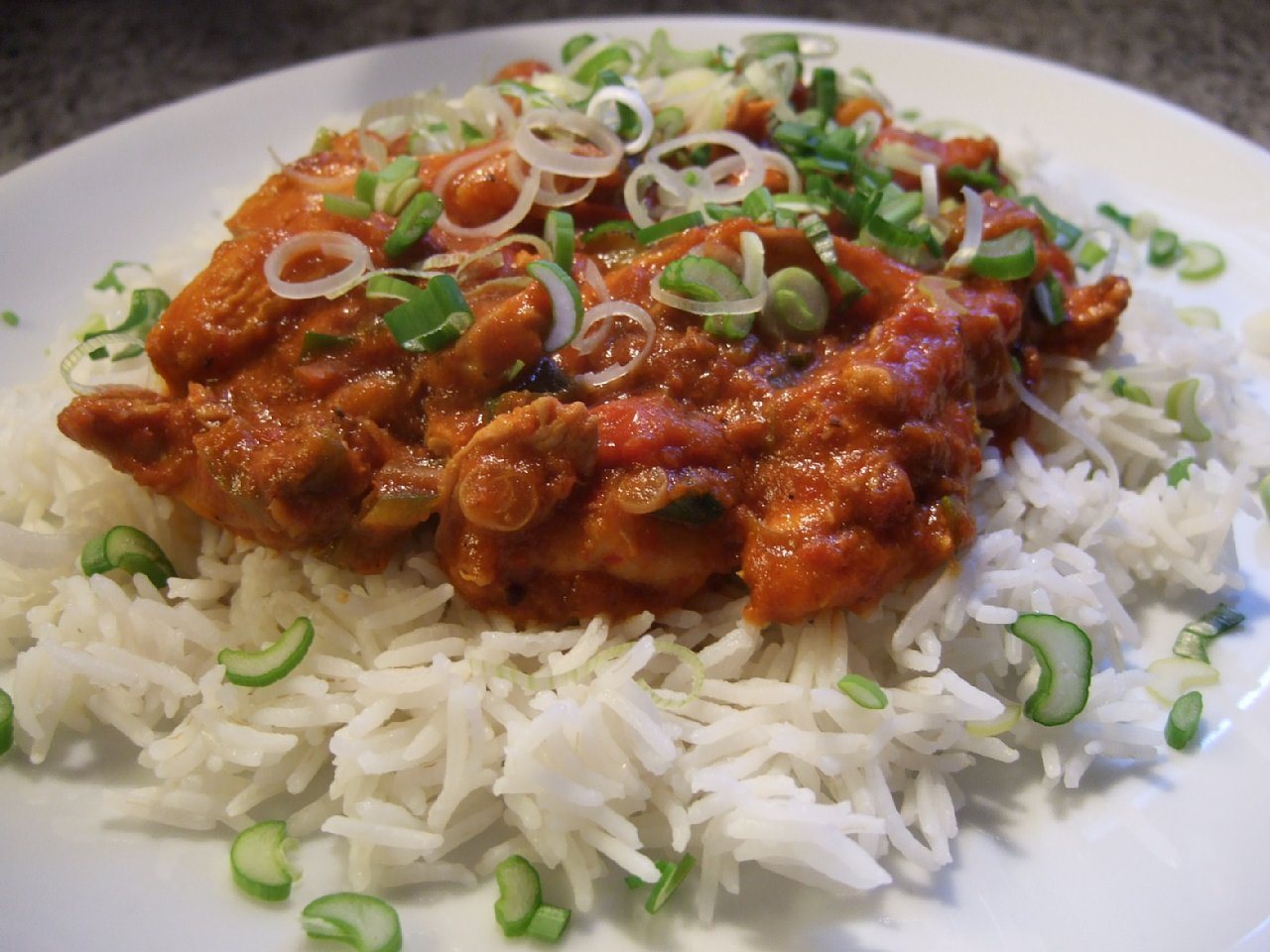
Рис з куркою-кадаї з Делі

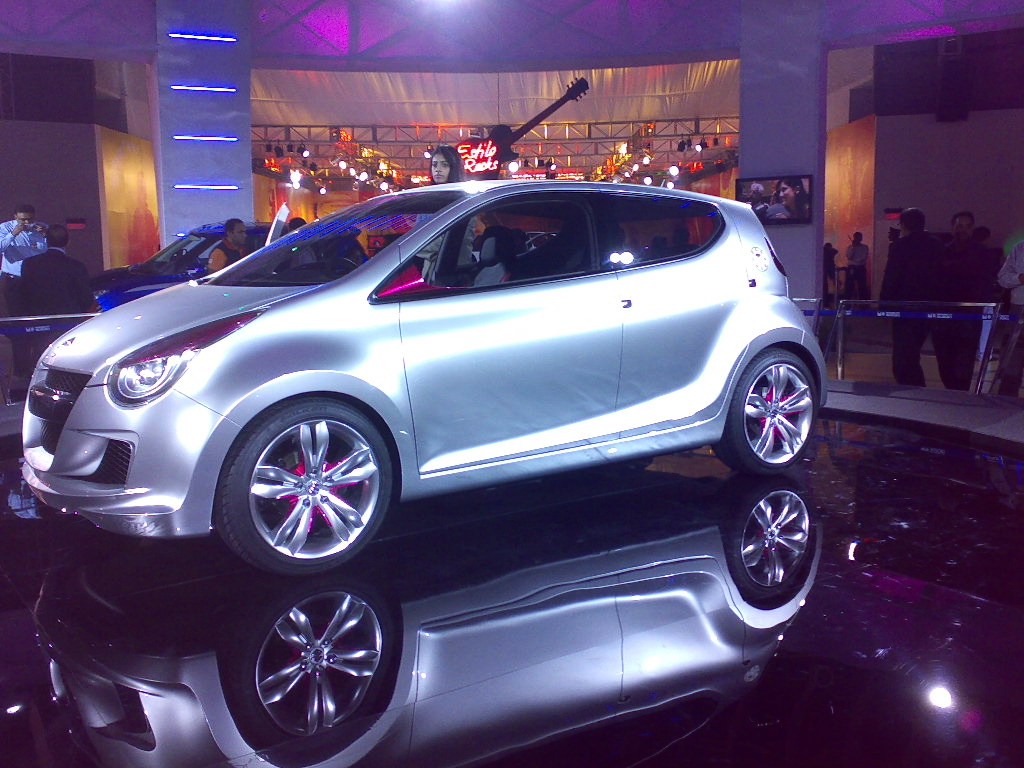
Виставка Auto Expo, символ індійської автомобільної промисловості, що кожні 2 роки проводиться у центрі Праґаті-Майдан.

Культура Делі протягом багатьох століть виділялася з культури навколишніх районів через традиційне значення міста як політичного центру Індії. Це проявилося, зокрема, у будівництві численних монументальних споруд по всьому місту. Так, Археологічне управління Індії надало 1200 будинкам та 175 іншим спорудам статус пам'ятників національної спадщини. У так званому Старому місті могольські і тюркські правителі збудували кілька монументальних споруд в стилі індійської ісламської архітектури, зокрема найбільшу в Індії мечеть Джама-Масджід і Червоний форт. Крім Червоного форту, ще два приклади ісламської архітектури у Делі, храмовий комплекс Кутб-Мінар і Гробниця Хумаюна входять до списку Світової спадщини. Сади навколо Гробниці Сафдарджунґа є чудовим прикладом могольського паркового мистецтва. Серед інших виключно відомих історичних пам'ятників міста — меморіал Брама Індії, обсерваторія 18 століття Джантар-Мантар і фортеця 16 століття Пурана-Кіла. Серед інших релігійних споруд відомі індуїстські Храм Лакшмінараяна і Акшардхам та бахаїстський Храм Лотоса. Меморіал Радж-Ґхат присвячений пам'яті Махатми Ґанді та інших видатних осіб. В Нью-Делі знаходиться Лаченсівське Делі — великий комплекс урядових будівель, що є унікальним прикладом британської колоніальної архітектури, у якому найбільш відомі Раштрапаті-Бхаван, Будівля Секретаріату, проспект Раджпатх і площа Віджай-Човк, будівля Парламенту Індії.
Столичні функції делійського району Нью-Делі піднімають значення свят та подій у місті до національного рівня. Державні свята, такі як День Республіки, День незалежності і Ґанді-Джаянті (день народження Ґанді) святкуються тут з великим ентузіазмом. На День незалежності (15 серпня) Прем'єр-міністр Індії звертається до народу країни з Червоного форту. Більшість мешканців міста святкують цей день запусканням повітряних зміїв, які вважаються символами свободи. На День Республіки у місті проводиться великий військовий та культурний парад, що демонструє військову силу країни та її культурне багатство. Протягом століть Делі був відомий складною багатогранною культурою, різноманіття якої в найбільшій мірі підкреслюється фестивалем Пфоол-Валон-Кі-Сайр. Цей фестиваль проводиться щороку у вересні, під час нього квіти підносяться як до гробниці Кутбуддіна Бакхтіара Какі, суфійського святого 13 століття, так і до індуїстського Храму Йоґмая, обидва розташовані в районі Меграулі.
Релігійні фестивалі, що з великим розмахом святкуються в Делі, включають Дівалі (індуїстський, «фестиваль вогнів»), Махавір-Джаянті (джайнський, день народження Махавіри), Ґуру-Нанак-Джаянті (сикхський, день народження гуру Нанака), Дурґа-Пуджа (індуїстський, бенгальський, поклоніння Дурзі), Холі (індуїстський, «фестиваль весни»), Лохрі (індуїстський, «фестиваль врожаю»), Маха-Шиваратрі (індуїстський, «ніч Шиви»), Васант-Панчамі (індуїстський, поклоніння Сарасваті), Ейд-Ул-Фітр (мусульманський, «свято розговіння») і Весак або Будда-Джаянті (буддистський, день народження Будди). Головними святами, характерними саме для Делі, є Фестиваль Кутб (культурна подія із виступами музикантів та танцюристів зі всієї Індії увечері в комплексі Кутб), Фестиваль запуску повітряних зміїв і Міжнародний фестиваль манго. Раз на два роки у виставочному комплексі Праґаті-Майдан в Нью-Делі проводиться найбільший в Азії автосалон, Auto Expo. Також раз на два роки у Праґаті-Майдан проводиться Світовий книжковий ярмарок, друга за розміром книжкова виставка у світі, у якій беруть участь до 23 країн. Делі інколи називають «книжковою столицею» Індії через велику кількість книжок, які читає населення міста.
Завдяки змішаному населенню міста і великому числу мігрантів, у Делі поширені практично всі варіанти індійської кухні, у тому числі раджастханської, марараштранської, хайдерабадської. Південноіндійські страви включають ідлі, самбар і досу. Страви панджабської та маґглайської кухні включають кебаби і бір'яні. Серед місцевих страв відомий дахі-папрі, різновид чаату. У місті також існує кілька ресторанних центрів, де подають страви іноземних кухонь, зокрема італійської, японської і китайської.
Історично Делі завжди був важливим торговим центром Північної Індії. У Старому Делі залишилося багато слідів його могольського минулого, що проявляється не тільки у лабіринті вузьких вуличок та численних резиденціях придворних імператорського двору, але і у стародавніх базарах (ринках). Ці ринки пропонують найрізноманітніші товари, від манго в олії чи солоних лимонів та баклажанів, солодощів і спецій до пляшок з народними ліками і срібних ювелірних виробів, шлюбного вбрання і тканин. Один з найстаріших та найбільших ринків, Чандні-Човк, віком близько трьох століть, пропонує великий вибір ювелірних виробів та сарі. Типовими прикладами делійських ремісницьких виробів є одяг із «зардозі» (вишивання золотою низкою) і «меенкарі» (вироби з емалі). Загалом мистецтво Делі дуже різноманітне та за довгу історію увібрало елементи багатьох стилів країни. Ремісницькі вироби та предмети мистецтва можна придбати на ринку Діллі-Хаат, у мусульманському комплексі Хауз-Кхас та на виставках у комплексі Праґаті-Майдан.

## Освіта

Публічна школа у Дварці

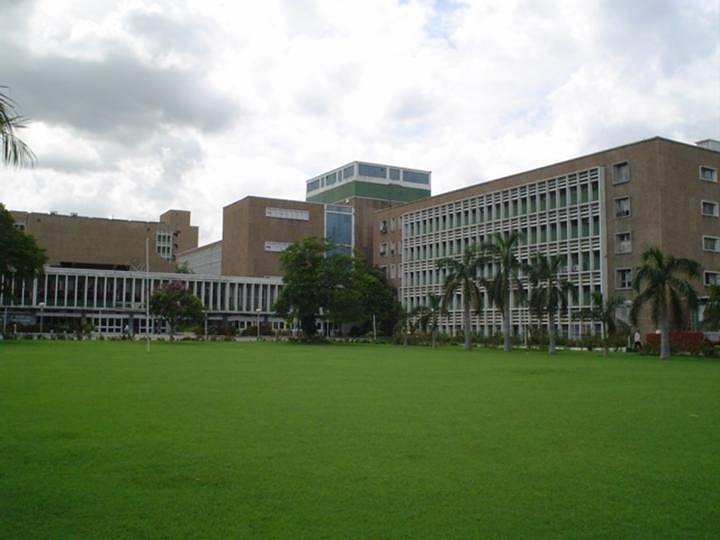
Всеіндійський інститут медичних наук, один з лідерів країни у медичних дослідженнях та лікування та один з найкращих медичних вищих навчальних закладів.

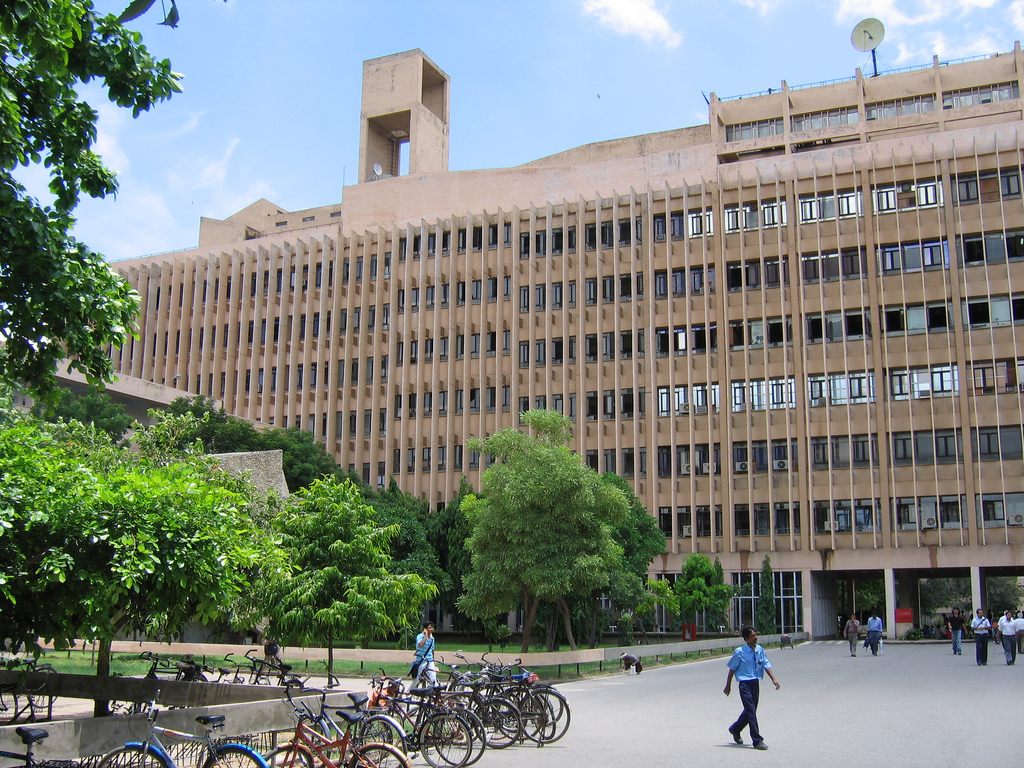
Індійський технологічний інститут в Делі, четвертий за рейтингом технічний вищий навчальний заклад в Азії станом на 1999 рік.

Школами та вищими навчальними закладами в Делі керують Директорат Освіти, уряд Національної столичної території та приватні організації. Освіта в Делі, як і у більшості штатів Індії, поділяється на початкову (вік учнів 7-11 років), проміжну (12-15 років) і середню (16-18 років). Замість середньої школи або її останніх років, вищої середньої школи, можливо професійне технічне навчання. На цьому етапі починається спеціалізація на такі напрямки як вільні мистецтва, комерція, загальні науки, деякі технічні напрямки. До політехнічних інститутів та деяких інших коледжів поступають після завершення двох років середньої школи, до університетів — після закінчення 4-х років. Лише на останньому етапі можна отримати освіту з медицини, юриспруденції, інженерних та наукових спеціальностей.
Станом на академічний рік 2004—2005 років у місті працювало 2515 початкових, 635 проміжних, 504 середніх і 1208 вищих середніх шкіл. В початкових школах міста навчалося 1,53 млн учнів, у проміжних — 822 тис. та у середніх — 669 тис. Серед них 51 % становили чоловіки і 49 % жінки. Того ж року на освіту урядом Делі було витрачено між 1,58 % і 1,95 % ВВП території. 27 % шкіл всіх рівнів в Делі — приватні. Викладання у них найчастіше ведеться або англійською мовою, або хінді. Цими школами завідують три організації: Рада екзаменів на шкільний сертифікат (CISCE), Центральна рада середньої освіти (CBSE) і Національний інститут відкритої освіти (NIOS).
Серед установ вищої освіти в 2004—2005 році працювало 165 коледжів (з них 5 медичних і 8 інженерних), 9 умовних університетів (deemed universities) і 5 університетів:
- Делійський університет,
- Джамія-Міллія-Ісламія,
- Національний відкритий університет Індіри Ґанді (IGNOU).
- Університет Джавахарлала Неру,
- Університет Індрапрастхи Ґуру Ґобінда Сінґха (GGSIPU), Лише GGSIPU керується урядом території, решта є центральними університетами, тобто керуються Союзним урядом. IGNOU призначений виключно для вечірнього та заочного навчання. Серед інших відомих вищих навчальних закладів у Делі:
- Всеіндійський інститут медичних наук,
- Джамія-Хамдард,
- Індійський інститут міжнародної торговлі,
- Індійський інститут сільськогосподарських досліджень,
- Індійський технологічний інститут в Делі,
- Делійський технологічний університет,
- Індійський юридичний інститут,
- Медичний коледж леді Гардіндж,
- Національний інститут технології моди,
- Медичний коледж Маулани Азада,
- Технологічний інститут Нетаджі Субхаса,
- Університетський коледж медичних наук.

Станом на 2008 рік, приблизно 16 % мешканців Делі мали щонайменше диплом про закінчення коледжу.

## Засоби масової інформації

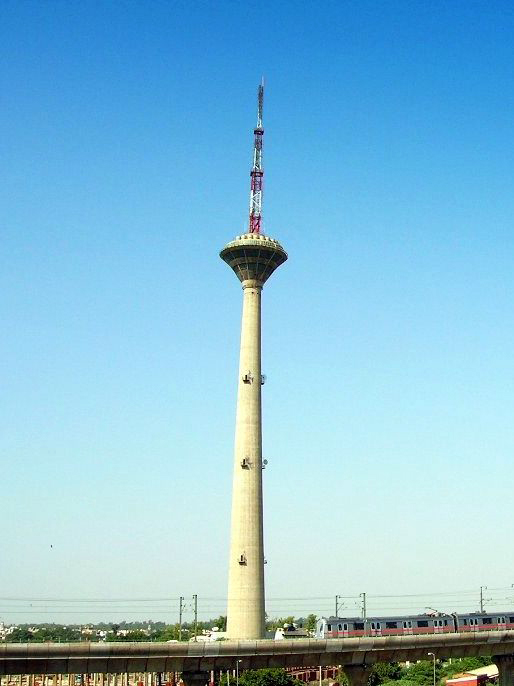
Телевежа Пітампура, що транслює телепрограми на Делі.

Оскільки Нью-Делі, район Делі, є столицею Індії, місто постійно залишається в центрі уваги політичних новин, зокрема звідси постійно здійснюються телетрансляції сесій парламенту. У місті розташовані штаб-квартири багатьох загальноіндійських інформаційних агентств, зокрема найбільших в країні Press Trust of India і Asian News International. Телеканали, доступні у місті, включають два безкоштовних телеканали державної компанії Doordarshan та кілька кабельних каналів англійською, хінді та регіональними мовами Індії. Супутникове телебачення не дуже поширене.
Друковані газети все ще залишаються популярними в Делі. Станом на 2004—2005 роки у місті друкувалося 1029 газет 13 мовами. 492 газет були хінді-мовними, з них найпопулярніші Navbharat Times, Hindustan Dainik, Punjab Kesari, Dainik Jagran, Dainik Bhaskar і Dainik Desbandhu. Серед англомовних газет найпопулярнішими у місті є Hindustan Times, The Times of India, The Hindu, Indian Express, Business Standard, The Pioneer і Asian Age. Найпопулярнішою газетою будь-якою з інших мов є Malayala Manorama.
Радіо відносно не популярне в Делі, хоча станції FM-діапазону з 2006 року мають стабільну аудиторію. В Делі працюють кілька приватних та державних радіостанцій, серед яких All India Radio (AIR), одна з найбільших радіокомпаній світу, що передає 6 радіоканалів 10 мовами. Інші популярні станції у місті: «Aaj Tak», «Radio City» (91,1 МГц), «Big FM» (92,7 МГц), «Red FM» (93,5 МГц), «Radio One» (94,3 МГц), «Hit FM» (95 МГц), «Apna Radio», «Radio Mirchi» (98,3 МГц), «FM Rainbow» (102,4 МГц), «Fever FM» (104 МГц), «Meow FM» (104,8 МГц), «FM Gold» (106,4 МГц).
Також в Делі друкується багато журналів, розрахованих на широку аудиторію, зокрема India Today, Outlook, COVERT та інші.

## Спорт

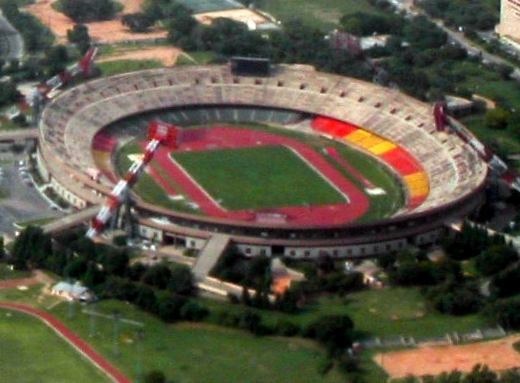
Стадіон Джавахарлала Неру, третій за розміром стадіон Індії.

Найпопулярнішим видом спорту в Делі є крикет. У місті існує кілька крикетних стадіонів, серед яких — найстаріший крикетний стадіон в Індії Фероз-Шах-Котла. Найвідомішими командами міста є «Делі Крикет Тім», що грає в індійському чемпіонаті з крикету першого класу Ранджі Трофі, команда Індійської прем'єр-ліги «Делі Дердевілз» і команда Індійської крикетної ліги «Делі Джайнтс» (раніше «Делі Джетс»).
Серед інших популярних у місті видів спорту хокей на траві, футбол, баскетбол, теніс, гольф, бадмінтон, плавання, картинг, важка атлетика та настільний теніс.
Інші відомі стадіони у Делі — Стадіон Джавахарлала Неру і Критий стадіон Індіри Ґанді, на яких відбувається багато спортивних та культурних подій. У минулому, у Делі проводився цілий ряд внутрішніх і міжнародних спортивних заходів, таких, як Перші і Дев'яті Азійські ігри. Делі готується прийняти у себе Ігри Співдружності 2010 року, які за прогнозами стануть найбільшим комплексним спортивним заходом, що проводився у місті. Делі програв право на проведення Азійських ігор 2014 року, але все ще розглядається як кандидат на проведення Літніх Олімпійських ігор 2020 року.

## Екологічний стан

Смог в Дварці

Як і в багатьох інших великих містах, повітря Делі страждає від забруднення. Найбільший внесок у забруднення, 67 % від загальної кількості викидів або 3 тис. т на день, вносить транспорт. За оцінками, до 2011 року число транспортних засобів у Делі досягне 6 млн. Ще 25 % вносять 125 тис. промислових підприємств і три вугільних теплоелектростанції міста. Великий внесок не за кількістю, але за токсичністю, вносять мешканці міських нетрів, що часто спалюють сміття, включаючи пластмаси та подібні матеріали. Делі, однак, може похвалитися деякими успіхами у боротьбі з забрудненням повітря. За період із 1998 по 2000 роки забруднення у місті скоротилося приблизно на третину, перш за все завдяки введенню жорсткіших стандартів на паливо та переведенню громадського транспорту і авторикш на стиснутий природний газ. Починаючи з 2004—2006 років, однак, забруднення знову почало зростати, що приписують як збільшенню загальної кількості транспортних засобів, так і збільшенню частки дизельних автомобілів.
Санітарний стан міста загалом поганий у порівнянні із західними містами та визнається як проблема. Зокрема, за даними комісії Високого суду Делі, близько 50 % населення мешкають у незадовільних гігієнічних умовах. Проте, санітарний стан не є однаковим по всьому місту. Особливо великі проблеми у міських нетрях, але вони також значні у всіх старих районах міста. На відміну від них Нью-Делі може похвалитися відносною чистотою. Успішно бореться зі сміттям також система делійського метро, де вдається підтримувати чистоту.

## Міста-побратими
Делі має такі міста-побратими:
- Чикаго (США),
- Куала-Лумпур (Малайзія),
- Лондон (Велика Британія),
- Москва (Росія),
- Токіо (Японія),
- Улан-Батор (Монголія).

Також побратимом Делі є японська  префектура Фукуока.